# Inge Schanding

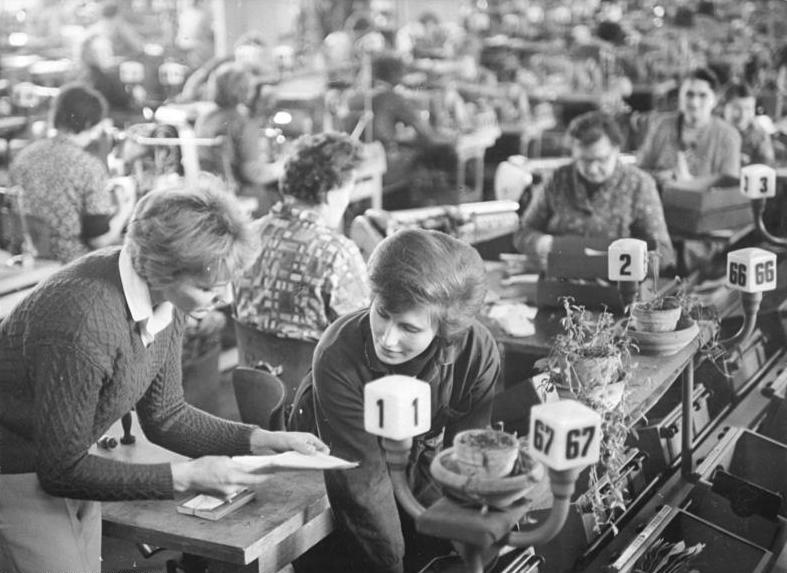
Inge Schanding (till vänster) 1964 som medarbetare i företaget

Inge Schanding, född 1 oktober 1935 i Heilsberg i dåvarande Tyskland, död 23 oktober 1982 i Weißenfels, var en östtysk handbollsspelare. Under 1960-talet var hon en de bästa och mest framgångsrika handbollsspelaren inom utomhushandbollen i Östtyskland. Hon var den viktigaste DDR spelaren före 1970-talet.

## Biografi
Inge Schanding flydde med sin familj från Ostpreussen till Thüringen i slutet av andra världskriget. Hon bodde först i Froschmühle i Mühltal nära Eisenberg. Inge Schanding debuterade som handbollsspelare i Eisenberg, men flyttade sedan till Weißenfels med sin familj.
Hon var i Weissenfels först aktiv inom friidrotten. Från 1955 till 1970 spelade hon sedan handboll för BSG Fortschritt Weißenfels och vann med klubben 15 mästerskapstitlar i DDR, både i utomhushandboll och inomhus. Vid 21 års ålder blev Schanding uttagen till DDR:s landslag, där hon sedan spelade 126 landskamper och var lagkapten i tio år. Hon var den första spelaren i världen att spela 100 landskamper. Schanding blev Östtysklands rekordspelare i utomhushandboll med 21 matcher och meste målskytt med 43 mål. Hon var efter karriären ungdomstränare och spelade vid 42 års ålder sina sista matcher.

## Utmärkelser
Sedan 1996 har Inge Schandings minnesturnering för seniorer över 30 år gamla hållits årligen i Weißenfels. Sedan 2014 finns en minnesplakett uppsatt i Västra Sporthallen som informerar till Schanding. Sedan 2015 är denna hall till Inge Schandings hall.